# Deadbeat at Dawn
Deadbeat at Dawn è un film del 1988 diretto da Jim Van Bebber. La pellicola contamina il genere action con elementi gore.

## Trama
Goose, leader di una gang chiamato "Ravens" trova il cadavere della sua compagna nel suo appartamento uccisa da una gang rivale. Goose decide di vendicarsi.

## Produzione
Girato in 16mm nella città di Dayton, in Ohio.

## Critica
Secondo il critico Chas Balun, "Il film è completamente privo di fronzoli, pieno di sensazionali scene d'azione, clamorose sparatorie e combattimenti di coltello senza sconti. È un calcio nelle palle con uno stivale militare". La rivista The Psychotronic Video Guide lo definisce "uno dei film d'azione più cupi e meno pretenziosi mai visti". Per Kim Newman di Empire, "il film fa rientrare Van Bebber (...) nel solco della tradizione delle storie scellerate di Abel Ferrara". Per la rivista Starbust, "Van Bebber crea un film quasi fumettistico, ma anche sincero e quasi surreale nella messa in scena". Per Jacob Knight della rivista Birth.Movies.Death, "La saga di piccoli criminali realizzata da Jim Van Bebber è uno dei migliori esempi di film dedicati alla feccia della società".